# Synegia echmatica
Synegia echmatica är en fjärilsart som beskrevs av Louis Beethoven Prout 1929. Synegia echmatica ingår i släktet Synegia och familjen mätare. Inga underarter finns listade i Catalogue of Life.